# (100500) 1996 XZ16
(100500) 1996 XZ16 es un asteroide perteneciente al cinturón de asteroides, descubierto el 4 de diciembre de 1996 por el equipo del Spacewatch desde el Observatorio Nacional de Kitt Peak, Arizona, Estados Unidos.

## Designación y nombre
Designado provisionalmente como 1996 XZ16.

## Características orbitales
1996 XZ16 está situado a una distancia media del Sol de 2,370 ua, pudiendo alejarse hasta 2,683 ua y acercarse hasta 2,056 ua. Su excentricidad es 0,132 y la inclinación orbital 3,044 grados. Emplea 1332 días en completar una órbita alrededor del Sol.

## Características físicas
La magnitud absoluta de 1996 XZ16 es 17.